# NGC 2283
NGC 2283 è una galassia a spirale barrata situata nella costellazione del Cane Maggiore, a una distanza di circa 32 milioni di anni luce dalla nostra Via Lattea.

## Scoperta
La galassia è stata scoperta il 6 febbraio 1785 dall'astronomo britannico di origine tedesca William Herschel.

## Descrizione
NGC 2283 ha una classe di luminosità III-IV e presenta una larga riga a 21 cm dell'idrogeno neutro.